# 韓国鉄道公社371000系電車

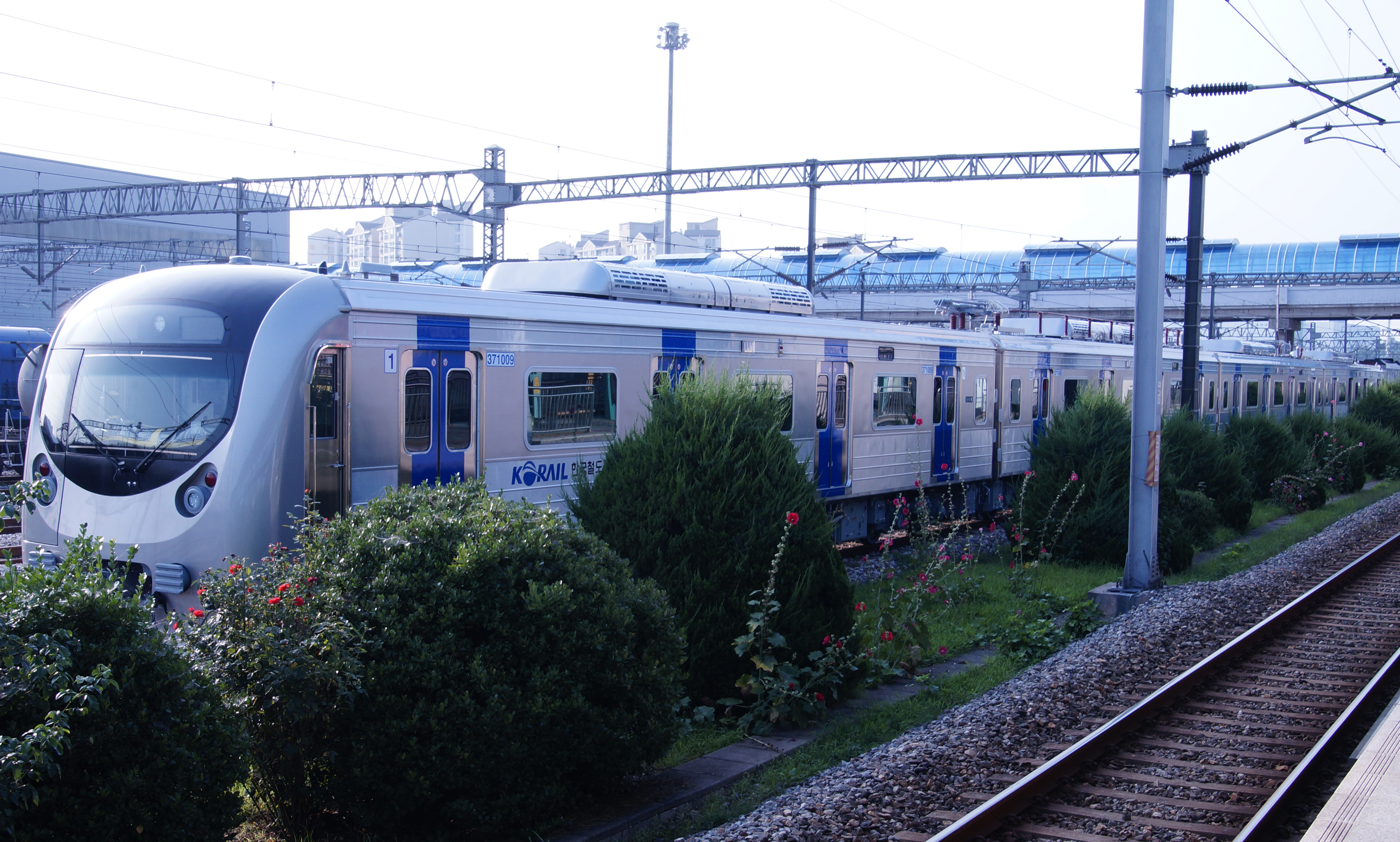
回送中の371x09編成（塗装完了前。義王駅にて）

韓国鉄道公社371000系電車（371000けいでんしゃ）は、2016年に登場した韓国鉄道公社の通勤形電車。
現在4両編成12本、計48両が存在する。

## 概要
2016年9月24日の京江線（●首都圏電鉄京江線）開業に合わせて導入された4扉通勤型車両である。331000系をベースに製造されたが、車体は311000系と同様ステンレス車体であり、パンタグラフがシングルアーム式に変更されたほか、ワイパー増設がなされている。また、塗装は他の韓国鉄道公社の通勤形電車と異なってライト周りとドア青帯を巻いただけの無塗装となっている。同仕様で広域電鉄東海線（381000系）用とセットで発注された。ドアチャイムが設置されている。

## 編成表
|          | ← 板橋驪州 →     |                  |                  |                  |                             |
| 号車     | 1                | 2                | 3                | 4                | 所属                        |
| 形式     | 371000形         | 371100形         | 371200形         | 371900形         | 所属                        |
| 区分     | Tc               | M                | M'               | Tc               | 所属                        |
| 搭載機器 | SIV,CP,BT        | CI,Mtr           | CI,Mtr           | SIV,CP,BT        | 所属                        |
| 車両番号 | 371001 ： 371012 | 371101 ： 371112 | 371201 ： 371212 | 371901 ： 371912 | 夫鉢 （夫鉢完成までは盆唐） |

| 凡例 - CI (Converter・Inverter) -主変換装置（コンバータ装置 + VVVFインバータ装置） - SIV -静止形インバータ - CP -空気圧縮機 - BT -蓄電池 - Mtr -主変圧器 |
| 備考 - パンタグラフは、M'（371100形、371200形）にシングルアーム型を1基ずつ搭載する。                                                                     |

## 写真

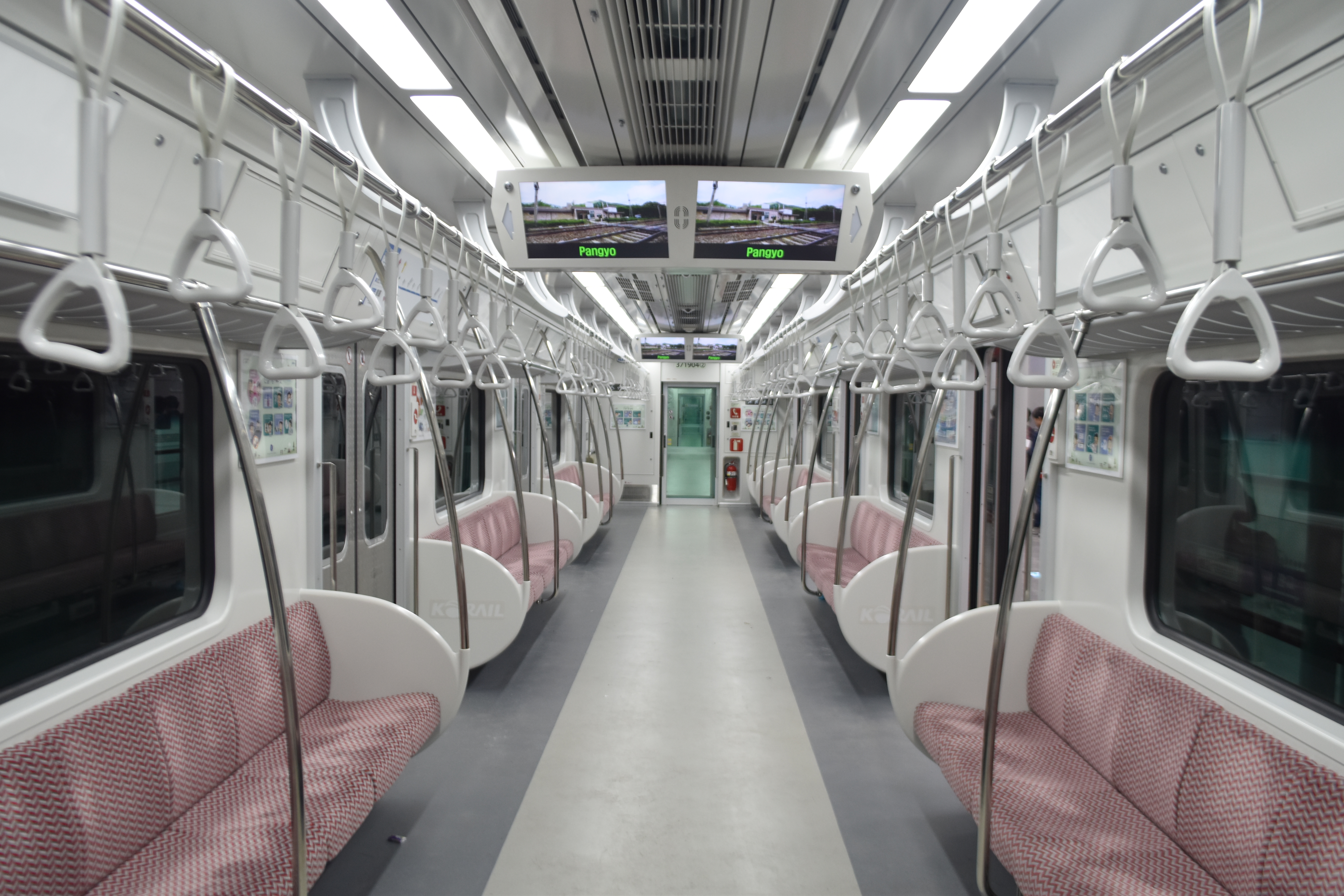
車内

## 走行区間
京江線
- ●首都圏電鉄京江線
  - 板橋 - 驪州